# تاريخ النقود المعدنية

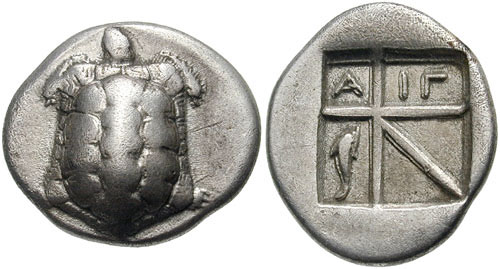
الدرهم اليوناني المستخدم في أجانيطس. وجه العملة عليه سلحفاة. والظهر عليه كلمة
(ΑΙΓ(INA ورسم دولفين.. أقدم عملة بها شكل السلحفاة يعود تاريخها لعام 700 قبل الميلاد.

يمتد عمر العملات النقدية من العصور القديمة حتى عصرنا الحالي، وترتبط العملات بالتاريخ الاقتصادي، وتاريخ تقنيات صك العملة، ويظهر ذلك
بواسطة الصور المطبوعة على العملات وتاريخ جمع العملات. لا تزال العملات تستخدم على نطاق واسع لأغراض نقدية واغراض أخرى.
كل تواريخ العملات النقدية الغربية تبدأ مع اختراعها في الفترة التي قبل أو بعد 700 ق م بقليل. في جزيرة
أجانيطس، أو وفقا للآخرين في أفسس، ليديا، 650 قبل
الميلاد. الهند القديمة في حوالي القرن السادس قبل الميلاد، كانت واحدة من أوائل الجهات التي تسك العملات في العالم.
منذ ذلك الوقت، كانت العملات هي الشكل الأكثر شيوعا من المال. صنعت هذه القطع النقدية الأولى من الإلكتروم، وهو خليط أصفر شاحب ينتج طبيعيا من خلط الذهب والفضة مع مزيد من الفضة والنحاس.
أيضا، كانت العملات الفارسية مشهورة جدا في عهد الساسانيين والفرس. وعلى الأخص، في شوش(في فارس) وفي قطيسفون(عاصمة الساسانيين).
بعض من القطع النقدية الأكثر شهرة والتي تم جمعها على نطاق واسع في العصور القديمة هي القطع النقدية الرومانية واليونانية.
سكت الإمبراطورية البيزنطية العديد من القطع النقدية (انظر العملة البيزنطية)، بما في ذلك عملات ذهبية رقيقة جدا تحمل صورة الصليب المسيحي والعديد من الأباطرة البيزنطيين.
يعود تاريخ قبر سلالة شانغ الحاكمة إلى القرن الحادي عشر قبل الميلاد والذي يبين ما قد يكون أول عملة تونغ باي نحاسية مسكوكة. كان استخدام العملات علي نطاق واسع في فترة الدول المتحاربة وفي عهد سلالة هان الحاكمة.
بعض العملات القديمة كان يتم طرقها عند الحواف لتقليد شكل البقرة، في إشارة لقيمتها. معظم القطع النقدية المعدنية مستديرة ولكن بعضها مستطيل. أيضا الكثير من العملات، وخاصة في الصين احتوت على ثقب في مركزها حتى تسهل عملية ربطها في سلسلة.
كانت بعض العملات القديمة في أول ظهورها تصنع من الفضة النقية والذهب الخالص مثل الدرهم الفضى والدينار الذهبي في بداية الخلافة

الاسلامية في القرن السابع.
العملات الفضية والذهبية هي الأوسع انتشارا ومعروفة عالميا عبر التاريخ، حتى يومنا هذا. مازالت مصانع صك العملة حول العالم تنتج الملايين من عملات الذهب والفضة، مثل العملة الفضية الكندية (تحتوي علي 99.99 % من الفضة في مكوناتها وعليها نقش ورقة شجرة القيقب) العملة الأمريكية الذهبية (عليها نقش النسر الذهبى الامريكى) والعملة الذهبية الأسترالية. كما ان استخدام النحاس، النيكل، والمعادن الأخرى منتشر أيضا ولكن في نطاق أقل.

## تقنيات صك العملات
في البدايةً تم تصنيع العملات من بقايا المعادن. العملات القديمة تم انتاجها بواسطة وضع المعدن على السندان والضرب بالمطرقة. في البداية أنتجت الصين عملة مصكوكة، انتشرت لجنوب شرق آسيا واليابان. كما أنتجت الحكومات غير-الصينية قليلا من العملات المصكوكة ولكنها كانت سوقا رائجة للمزورين.
في اوائل القرن الثامن عشر وقبله استخدمت المكابس في الغرب (التي كانت معروفة باسم الصكاكة (آله صك النقود)) في (أماكن جمع العملات)، بدءا
بالمكابس الميكانيكية وصولا للمكابس البخارية ((التي تعمل بالبخار)) في القرن التاسع عشر. أول هذه المكابس تم تطويره في فرنسا وألمانيا وانتشر سريعا إلى بريطانيا، تقنيات الصك الحديثة تستخدم المكابس الكهربية والهيدروليكية.
تحدد طريقة الصك ((الطرق، التفريز أو الصب)) نوع المواد التي يمكن استخدامها لانتاج العملة. على سبيل المثال عملات الانتيمون (وهي نادرة جدا) دائما ماتصب نظرا للطبيعة الهشه للمادة والتي تعرضها للكسر إذا ماتم إعادة تشكيلها وهي خطوات محورية في عمليات الطرق أو التفريز.